# Sándor Demján

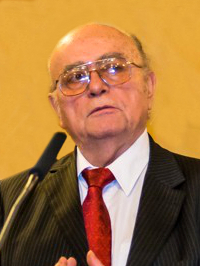
Sándor Demján

Sándor Demján (* 14. Mai 1943 in Berveni im Distrikt Satu Mare; † 26. März 2018 in Budapest)  war ein ungarischer Geschäftsmann und Unternehmer sowie zeitweise der reichste oder zweitreichste (nach Sándor Csányi) Mensch in Ungarn laut Forbes. Er führte das Unternehmen TriGránit und die Gránit Pólus Group mit Aktivitäten in Ungarn, der Slowakei, Slowenien und Kroatien.

## Leben und Karriere
Der Geburtsort noch unter dem Namen Börvely lag im Königreich Ungarn und gehört heute zu Rumänien. Der Vater entstammte der Volksgruppe der Szekler, war 1940 dorthin gezogen und wurde im Zweiten Weltkrieg getötet. Die Mutter war eine Donauschwäbin und zog 1944 nach Etyek. Mit sieben Jahren wurde der Junge in Pflege gegeben, doch konnte die Mutter ihre drei Kinder wieder zusammenführen. Demján erwarb 1965 in Budapest einen Hochschulabschluss in Ökonomie an der damaligen Budapest Business School.
Demján wurde Vorsitzender der Gorsium ÁFÉSZ (Einzelhandelsorganisation im ungarischen Sozialismus) 1968–1973 und danach bis 1986 ein Kodirektor der von dieser getragenen Joint Ventures. Er leitete mehrere tausend Geschäfte der Skála Coop und lernte alle wirtschaftlichen Bereiche und die Konflikte mit Staatsfunktionären kennen. 1986–1989 war er Präsident und Mitbegründer der ungarischen Kreditbank, ging aber dann eine Zeitlang nach Kanada. Nach 1990 hatte er viele Positionen in der umgestalteten Wirtschaft inne, die wichtigste war der Vorsitz von TriGránit. Um 2008 galt er als Ungarns reichster Mensch mit etwa 300 Milliarden Forint, was etwa einer Milliarde Euro entspricht. Er gehörte zu den Investoren des Luxusresorts Porto Montenegro.
Im Jahr 2003 stiftete er den Prima Primissima Award für hervorragende Leistungen in Wissenschaft, Kunst und Kultur Ungarns. Die Sándor Demján Foundation vergibt Stipendien an mittellose Studenten.
Er führte auch den ungarischen Unternehmerverband und den Genossenschaftsverband. Politisch stellte er sich gegen Victor Orbán in der Flüchtlingsfrage 2015 und spendete für die Flüchtlinge.
Demján ist Ehrenbürger von Budapest wegen seiner Hilfe bei der Neugestaltung der Stadt und erhielt 2013 das Großkreuz des Ungarischen Verdienstordens. 

## Einzelbelege
1. ↑  Hungarian Businessman Sándor Demján Has Died at Age 75. In: Hungary Today. 28. März 2018, abgerufen am 8. April 2023 (englisch).
2. ↑  ORF at/Agenturen red: Orban-Freund zweitreichster Ungar. 15. Mai 2018, abgerufen am 9. April 2023.
3. ↑  TriGranit. Abgerufen am 8. April 2023.
4. ↑  Csák Csongor: Demján Sándor portréja - I. rész: A városalakító. 17. Januar 2002, abgerufen am 8. April 2023 (ungarisch).
5. ↑  CEED - central & eastern europe development institute. 22. Februar 2014, archiviert vom Original am 22. Februar 2014; abgerufen am 8. April 2023.  Info: Der Archivlink wurde automatisch eingesetzt und noch nicht geprüft. Bitte prüfe Original- und Archivlink gemäß Anleitung und entferne dann diesen Hinweis.
6. ↑  czaba: Die diesjährigen Prima Primissima Awards wurden verliehen — Citizens Info. 3. Dezember 2022, abgerufen am 8. April 2023.
7. ↑  Sandor Demjan versus Viktor Orbán. Abgerufen am 9. April 2023 (deutsch).

| Personendaten    | Personendaten             |
| ---------------- | ------------------------- |
| NAME             | Demján, Sándor            |
| KURZBESCHREIBUNG | ungarischer Geschäftsmann |
| GEBURTSDATUM     | 14. Mai 1943              |
| GEBURTSORT       | Berveni                   |
| STERBEDATUM      | 26. März 2018             |
| STERBEORT        | Budapest                  |